# Centro Comercial 19 de Abril
El centro comercial 19 de Abril, ubicado en la ciudad de Maracay, Venezuela, es una edificación de tipo comercial levantada en la década de 1970.
Fue el primer centro comercial de Maracay con carácter monumental y constituye un interesante ejemplo de arquitectura contemporánea de esta tipología.

## Características
Es de planta cuadrada y consiste en un gran espacio cubierto con estructura en concreto armado y obra limpia, paredes divisorias en bloques de arcilla y cerramientos en vidrio. en bloques de arcilla y cerramientos en vidrio. Destaca el dinamismo de sus altos techos abovedados. Un corredor central y de doble altura permite el acceso a los locales comerciales. Con el tiempo ha sido ampliado mediante la construcción de volúmenes anexos, de factura más sencilla.